# Ernst Sünderhauf
Ernst Sünderhauf (* 19. Januar 1908 in Lichtentanne, Landkreis Zwickau; † 3. Oktober 1974 in Berlin) war ein deutscher Politiker und Mitglied der SPD.

## Laufbahn
Sünderhauf besuchte eine Handelsschule und absolvierte ab 1922 eine Verwaltungslehre in Lichtentanne. 1926 wurde er Mitglied der SPD. Von 1930 bis 1933 war er Angestellter des Zentralverbands der Angestellten.
Nach dem Zweiten Weltkrieg war Sünderhauf Sekretär und Kassierer der SPD Berlin und ab 1946 Mitglied der Bezirksverordnetenversammlung im Bezirk Reinickendorf. 1951 wurde er zum Bezirksstadtrat für Finanzen in Reinickendorf gewählt. Bei der Wahl zum Abgeordnetenhaus 1958 wurde er zwar gewählt, lehnte aber das Mandat ab. Auch nach der Wahl 1963 schied er nach wenigen Monaten aus. Von 1959 bis 1968 war Sünderhauf Senatsdirektor (Staatssekretär) im Senat von Berlin, unter anderem auch von 1961 bis 1963 als Chef der Senatskanzlei Berlin. 1968 wurde er Präsident des Rechnungshofs von Berlin, bis er 1973 pensioniert wurde.
Sünderhauf erhielt 1973 für seine Verdienste die Ernst-Reuter-Plakette.